# Arnau Parrado
Arnau Parrado Calabria (Barcelona, 24 de juny de 2000) és un jugador de bàsquet català que juga en el Fundació Lucentum Alacant. Amb 2,04 d'alçada, el seu lloc natural a la pista és el d'aler pivot.

## Carrera esportiva
Va arribar al Joventut als quatre anys, formant-se a les categories inferiors del club. La temporada 2017-18 va jugar al CB Arenys, vinculat del Joventut a la lliga EBA. La temporada 2018-19 va jugar al Bodegas Rioja Vega de LEB Plata, i des de la 19-20 és vinculat verd-i-negre al Prat. Va debutar a la Lliga ACB el 8 d'octubre de 2019 davant el Brescia, a l'Eurocup.
El 2022 es desvincula del Joventut i fitxa pel HLA Alacant.
Ha jugat també amb la selecció espanyola sub16, amb qui va ser campió d'Europa el 2016. També ha guanyat la medalla de plata amb la sub18, el 2017, i amb la sub20, el 2019.